# Marcin Jakimiec
Marcin Jakimiec (ur. w 1988 roku) – polski aktor dubbingowy i piosenkarz, sporadycznie występujący przed kamerą.

## Filmografia

### Przed kamerą
- Na dobre i na złe – kolega Olka (odc. 205)

### Dubbing
- 1999: Gwiezdne wojny: część I – Mroczne widmo
- 2000: Władca ksiąg – Richard Tyler
- 2000: Titan – Nowa Ziemia – młody Cale
- 2000: Człowiek zwany Flintstonem (partie wokalne)
- 2001: Królewna Złoty Loczek –
- 2002: Scooby Doo: Szkoła upiorów – Miguel
- 2005: Projekt Merkury – Todd Baker
- 2002: Gwiezdne wojny: część II – Atak klonów – Boba Fett
- 2021–2024: Gwiezdne wojny: Parszywa zgraja